# La Spéculation immobilière
La Spéculation immobilière est un roman d'Italo Calvino, publié en 1963 dans la série Coralli chez l'éditeur Einaudi, à la suite d'une première parution dans un magazine dès 1957.

## L'intrigue
L'histoire se déroule dans un lieu inconnu de la Riviera ligurienne (indiqué dans le texte par ***), lieu dans lequel revient Quinto, un jeune intellectuel travaillant dans une grande ville du nord, que Calvino qualifie de semi-autobiographique .
Au milieu des années cinquante, dans une ère de marée basse morale , Quinto, en plein doute face aux changements et au malaise social et intellectuel de son temps, se force à agir à l'inverse de sa tendance naturelle : il décide de se lancer dans les affaires, en reléguant son engagement social au second plan, afin de se sentir plus en phase avec son époque. Il devient alors l'associé d'un entrepreneur de mauvaise réputation, dévoué à la spéculation immobilière, et principal acteur de l'enlaidissement du paysage de la Riviera ligurienne.
Cette histoire est décrite par l'auteur comme l'histoire d'un échec : Quinto se lance dans un processus de mimésis de l'esprit corrompu de son époque, comme poussé par le désir d'échouer, car à ce jeu c'est toujours le pire qui gagne .

## Genèse de la publication
Le roman, qui date des années 1950, avait déjà été publié dans le numéro 20 de la revue littéraire « Botteghe Oscure » en 1957.
D'après Calvino :
La Spéculation immobilière, La Journée d'un scrutateur, et une troisième histoire […] ont été conçus ensemble vers 1955 comme un triptyque Chroniques des années 1950, basé sur la réaction de l'intellectuel à la négativité de la réalité. […] Cette série est restée inachevée.
Cependant Calvino, dans les années soixante, décide de publier le roman La Spéculation immobilière en volume, allant jusqu'à déclarer :
parmi les histoires que j'ai écrites, c'est celle dans laquelle j'ai l'impression d'avoir dit le plus de choses, et c'est aussi celle qui se rapproche le plus d'un roman, même si elle est courte.

## Personnages
Par ordre d'apparition, les personnages principaux du roman :
- Quinto Anfossi : c'est le protagoniste, un jeune intellectuel à la merci de l'air du temps.
- La mère : mère de Quinto et Ampelio.
- Ampelio Anfossi : frère cadet de Quinto, c'est un jeune scientifique.
- Caisotti : un alpiniste qui a déménagé à ***, où il s'est lancé dans une carrière d'entrepreneur frauduleux voué à la spéculation immobilière.
- Canal : l'avocat des Anfossi.
- Masera : ancien charpentier qui dans sa jeunesse était dans les rangs du parti communiste avec Quinto ; il a un rôle dans le cinquième chapitre, où Quinto en fait un modèle de passéisme en opposition à la modernité de Caisotti.
- Bensi : philosophe présent dans le septième chapitre, il discute du travail intellectuel avec Quinto et Cerveteri.
- Cerveteri : poète présent dans le chapitre sept, il discute du travail intellectuel avec Quinto et Bensi.
- Travaglia : l'ingénieur des Anfossi.
- Lina : Secrétaire de seize ans de Caisotti.

## Éditions
- Italo Calvino, La Spéculation immobilière, dans « Botteghe Oscure », XX, 1957, pp. 438-517.
- id., Les Contes, Einaudi, Turin, 1958, pp. 441-520 (éd. Ed.).
- id., Construire la spéculation, I Coralli série n. 189, Turin, 1963.
- id., Building speculation, New Coralli Series n.46, Einaudi, Turin, 1973.
- id., Construire la spéculation, Italo Calvino's Books Series n. I, Mondadori, Milan, 1991, pp. 148.
- id., in Romans et Nouvelles, série I Meridiani, Mondadori, Milan, 1991, vol. 1, p. 779–890.
- id., Building speculation, Series Works by Italo Calvino n.18, Oscar Mondadori, Milan, 1994-2014,  (ISBN 978-88-04-39028-2) .
- Italo Calvino, La Spéculation immobilière, Editions du Seuil, Collection Points Roman, 2000,  (ISBN 2-02-041142-3)
- Italo Calvino, La Spéculation immobilière, Editions Gallimard, Collection Folio, 2013,  (ISBN 978-2-07-045113-5)